# 기적 (쿠루리의 노래)
〈기적〉 (奇跡 기세키[*])는 일본의 록 밴드 쿠루리의 24번째 싱글이다. 스피드스타 레코드를 통해 2011년 6월 1일에 발매되었다.

## 제작
가가가 배급을 담당한 영화 《진짜로 일어날지도 몰라 기적》의 주제가이며 다이호 약품 공업 '치오비타 드링크'의 광고 음악으로도 사용되었다. 기시다 시게루는 '최근 몇 년 간 가장 좋은 곡을 쓰겠다는 작정으로 노래를 만들었다.'고 말했다. 노래의 원형은 투어로 방문했던 가고시마에 머물던 중 만든 것으로, '영화의 가고시마나 규슈의 영상을 보고, 바로 이거라고 생각했다.'라고 말했다.
음반 표지는 흰색 바탕에 빨간 글씨로 가사가 인쇄되어 있다. 타이틀 곡의 재생시간은 6분 39초로, 이제까지 발매된 쿠루리의 싱글 곡 가운데 가장 재생시간이 길다. 커플링 곡으로 타이틀 곡의 연주곡이 수록되어 있으며, 싱글 가격은 500엔에 발매되었다.
드럼에 bobo, 기타에 후지패브릭의 야마우치 소이치로, 페달 스틸 기타에 다카다 렌, 퍼커션에는 후에 멤버가 되는 다나카 유지가 참가했다.

## 뮤직 비디오
영화 《진짜로 일어날지도 몰라 기적》의 감독인 고레에다 히로카즈가 영화에 등장하는 아이들의 영상을 재편집하여 제작했으며, 영화에 사용되지 않은 장면도 포함되어 있다.

## 수록곡
1. 기적
2. 기적 (Instrumental)

## 수록 음반
- Tower of Music Lover 2 (2011년 6월) #1
- 기적 (2011년 11월) #17